# Omonoia (metropolitana di Atene)
La stazione di Omonoia (od Omonia – Ομόνοια) è una stazione delle linee 1 e 2 della metropolitana di Atene.

## Storia
La stazione della linea 1, all'epoca capolinea settentrionale della linea, venne attivata il 21 luglio 1930 in sostituzione della stazione originaria risalente al 1895; rimase capolinea fino al 1º marzo 1948, data dell'attivazione del prolungamento fino al nuovo capolinea di Victōria.

## Curiosità
La stazione, che per settant'anni è stata la stazione principale di tutta la rete metropolitana, è dotata da tre banchine: quella centrale serve esclusivamente i passeggeri in salita sui treni, le due laterali i passeggeri in discesa, che posseggono vie d'uscita separate. All'arrivo del treno, le prime porte a essere aperte dal macchinista sono quelle di destra, per consentire la discesa dei passeggeri. In seguito, egli chiude le porte e apre quelle di sinistra, per consentire la salita dei passeggeri in attesa sulla banchina centrale. In questo modo, i due flussi di passeggeri (quelli in salita e quelli in discesa) non vengono mai in contatto tra loro.